# Ramosatidia situ
Genre
Espèce
Ramosatidia situ, unique représentant du genre Ramosatidia, est une espèce d'araignées aranéomorphes de la famille des Clubionidae.

## Distribution
Cette espèce est endémique du Yunnan en Chine,. Elle se rencontre dans le xian de Mengla.

## Description
Le mâle holotype mesure 3,80 mm et la femelle paratype 3,95 mm.

## Publication originale
- Zhang, Yu & Li, 2021 : « On the clubionid spiders (Araneae, Clubionidae) from Xishuangbanna, China, with descriptions of two new genera and seven new species. » ZooKeys, no 1062, p. 73-122 (texte intégral).